# Vila Na Loužku
Vila Na Loužku se nachází na Smíchově v Praze 5 na adrese Na loužku 1880/8.

## Historie a popis
Vilu postavil roku 1929 architekt Jan Pilař, do roku 1941 byla následně několikrát přestavěna různými staviteli. Vila původně patřila prvorepublikovému trenérovi boxu Václavu Pondělníčkovi, později pak majiteli továrny na sklo Přibíkovi. V 50. letech byla vila znárodněna a po roce 1968 se stala bydlištěm bývalého prezidenta Antonína Novotného.[6][7] Po jeho smrti se obyvatelé měnili, jedním z nich byl i tehdejší ministr zdravotnictví Jaroslav Prokopec,[1][2][3][5] který v 80. letech provedl další stavební úpravy poplatné době.

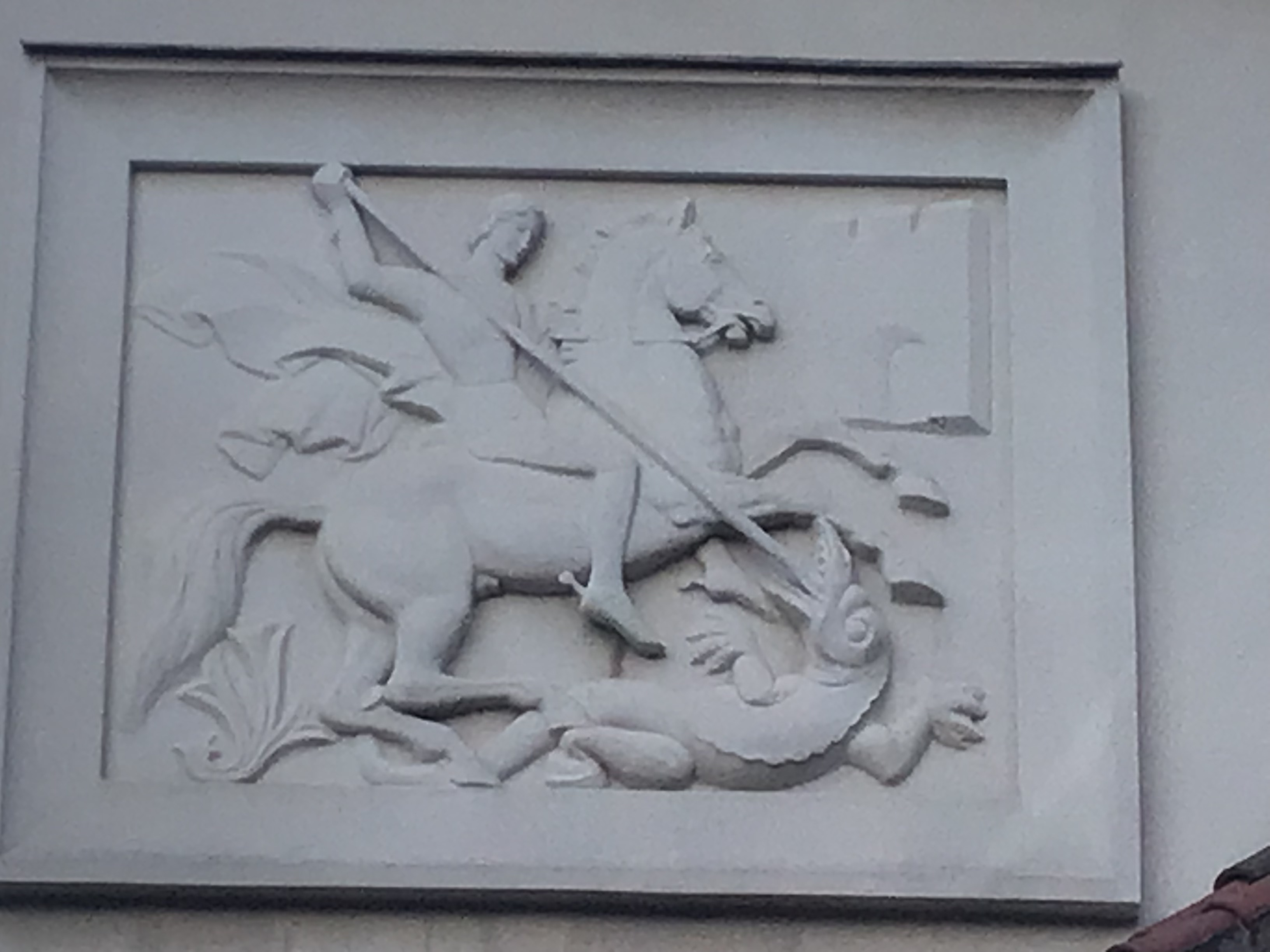
Reliéf svatého Jiřího

Vila stojí ve staré zahradě o rozloze 269 m², kde je jeden cypřiš a další dřeviny. V zahradě se nachází původní terasy, kašna a zahradní bazének.[1][3][5] Vlevo nahoře je na uliční fasádě vidět štukovaný reliéf svatého Jiřího.

## Současnost
V současné době vilu i s pozemky vlastní developerská společnost Na Loužku a.s. Firma chce vilu zbourat a na jejím místě a v její zahradě postavit komplex tří moderních čtyřpodlažních budov s 9 bytovými jednotkami spojených podzemní garáží pro 19 stání. Celému komplexu se říká Rezidence Na Loužku. Podle místních občanů a spolků by nová výstavba narušila charakter lokality a došlo by k zbourání historické budovy, ačkoliv budova není a nebude památkově chráněna. I přes odpor místních Výbor pro územní rozvoj městské části Praha 5 projekt schválil,[8] a to v souladu se strategií rozvoje hl. m. Prahy, která definuje význam zahušťování centra města na úkor rozšiřování města za hranice velké Prahy.